# Timo Ochs
Timo Ochs (*Gotinga, Alemania, 17 de octubre de 1981), futbolista alemán. Juega de portero y su primer equipo fue Hannover 96. Actualmente es jugador del 1. FC Nürnberg

## Clubes
| Club              | País     | Año       |
| ----------------- | -------- | --------- |
| Hannover 96       | Alemania | 1996-2003 |
| VfL Osnabrück     | Alemania | 2003-2004 |
| 1860 Munich       | Alemania | 2004-2006 |
| Red Bull Salzburg | Austria  | 2006-2009 |
| Hertha Berlín     | Alemania | 2009-2010 |
| 1. FC Nürnberg    | Alemania | 2010-     |

## Palmarés

### Campeonatos nacionales
| Título                | Club              | País    | Año  |
| --------------------- | ----------------- | ------- | ---- |
| Bundesliga de Austria | Red Bull Salzburg | Austria | 2007 |
| Bundesliga de Austria | Red Bull Salzburg | Austria | 2009 |

- Datos: Q698810
- Multimedia: Timo Ochs / Q698810